# Krešimir Ivanković
Krešimir Ivanković (12. travnja 1980.) hrvatski je rukometaš i trener. Trenutačno je trener  RK Nexe Našice.
Za seniorsku reprezentaciju igrao je na Mediteranskim igrama 2005. godine.